# Fino alla fine (Paola & Chiara)
Fino alla fine è un singolo del duo musicale italiano Paola & Chiara, pubblicato nel 2001 come quarto e ultimo estratto dal terzo album in studio Television.

## Descrizione
Inclusa nella prima edizione dell'album Television (2000), la canzone diventerà più famosa nella rivisitazione dell'anno successivo, che perde completamente la veste dance anni '90. Nella ristampa, Fino alla fine è infatti una versione remixata del brano del 2000 e verrà pubblicizzata durante la primavera e l'estate del 2001.
Fino alla fine è stata tradotta anche in spagnolo (Hasta el final), in portoghese (Atè o fim) e in inglese (Until the End).

## Video musicale
Il video musicale di accompagnamento al brano, diretto da Riccardo Paoletti e uscito nel 2001, ritrae le due sorelle in compagnia di un gruppo di marinai. Con lo scorrere del video, il duo e la banda di ragazzi si troveranno a ballare insieme.

## Tracce
CD maxi singolo
1. Fino alla fine (2001 Vision) – 3:48
2. Vamos a bailar (Esta vida nueva) (Bahia Sun) – 5:02
3. Viva el amor! (English VRS. Milton Keynes Mix) – 6:40
4. Fino alla fine (Brazilian Touch) – 4:59

## Formazione
- Paola Iezzi – voce
- Chiara Iezzi – voce
- Roberto Baldi – tastiere, programmazione, cori
- The London Session Orchestra – archi
- Gavyn Wright – primo violino
- Will Malone – direzione archi
- Marco Guarnerio – cori
- Roberto Rossi – cori

## Classifiche
| Classifica (2001) | Posizione massima |
| ----------------- | ----------------- |
| Italia            | 22                |
| Svizzera          | 100               |

## Altre versioni
Il brano viene nuovamente inciso nel 2023 in collaborazione con Emma e incluso nella raccolta discografica del duo Per sempre.